# Afterlife with Archie
Afterlife with Archive est un comic book de zombie publié par Archie Comics depuis 2013, dessiné et colorié par Francesco Francavilla, écrit par Roberto Aguirre-Sacasa et lettré par Jack Morelli.
C'est le premier titre situé dans l'univers d'Archie vendu dans les librairies de bande dessinée plutôt qu'en kiosque et destiné aux adolescents plutôt qu'aux enfants.

## Éditions reliées

### Éditions américaines
1. Escape from Riverdale, contient Afterlife with Archive n°1-5, 2014,  (ISBN 978-1-6198-8908-8).